# 서혜진 (연출가)
서혜진(1970년 5월 9일 ~ )은 대한민국의 연출가이다. 1997년 SBS 교양국에  입사하였으며 2000년 예능국으로 전보됐다가 2018년 TV CHOSUN으로 이적하였다. 
2022년, TV CHOSUN을 퇴사하고 크레아스튜디오로 이적하였다.

## 작품 목록

### SBS
- 《놀라운 대회 스타킹》 (2007 ~ 2013)
- 《도전 1000곡》 (2012 ~ 2013)
- 《고쇼》 (2012)
- 《송포유》 (2013)
- 《동상이몽, 괜찮아 괜찮아》 (2015 ~ 2016)
- 《동상이몽 2 - 너는 내 운명》 (2018)

### TV CHOSUN
- 《아내의 맛》 (2018 ~ 2021)
- 《연애의 맛》 (2018 ~ 2019)
- 《내일은 미스트롯》 (2019)
- 《내일은 미스터트롯》 (2020)
- 《뽕숭아학당》 (2020 ~ 2021)
- 《사랑의 콜센타》 (2020 ~ 2021)
- 《우리 이혼했어요》 (2020 ~ 2021 / 2022)
- 《내일은 미스트롯 2》 (2020 ~ 2021)
- 《결혼작사 이혼작곡》 (2021)
- 《내 딸 하자》 (2021)
- 《화요청백전》 (2021)
- 《결혼작사 이혼작곡 2》 (2021)
- 《골프왕》 (2021 ~ 2022)
- 《와이프 카드 쓰는 남자》 (2021)
- 《달 뜨는 소리》 (2021)
- 《금요일은 밤이 좋아》 → 《화요일은 밤이 좋아》 (2021 ~ 2022)
- 《내일은 국민가수》 (2021)
- 《미친.사랑.X》 (2021 ~ 2022)
- 《개나리학당》 (2022)
- 《국가수》 (2022)
- 《국가가 부른다》 (2022)
- 《결혼작사 이혼작곡 3》 (2022)
- 《동원아 여행가자》 (2022)

### MBN
- 《불타는 트롯맨》 (2022 ~ 2023)
- 《불타는 장미단》 (2023 ~ 2024)
- 《현역가왕》 (2023 ~ 2024)
- 《한일가왕전》 (2024)
- 《한일톱텐쇼》 (2024 ~ )
- 《한일로맨스 혼전연애》 (2024)
- 《현역가왕2》 (2024 ~ 2025)

## 수상 경력
- 2008년 SBS 방송연예대상 시청자가 선정한 우수프로그램상